# Eliminacje do Mistrzostw Europy w Piłce Nożnej 2008/Grupa D
27 stycznia 2006 odbyło się losowanie grup eliminacyjnych Euro 2008. 50 zespołów narodowych, które biorą udział w tych rozgrywkach zostało podzielonych przez UEFA na sześć koszyków po siedem drużyn oraz jeden, w którym jest ośmiu uczestników. Do grupy D zostały rozlosowane następujące drużyny:
- Niemcy
- Czechy
- Irlandia
- Słowacja
- Walia
- Cypr
- San Marino

Eliminacje w grupie D rozpoczęły się 2 września 2006 a skończyły się 21 listopada 2007.

## Tabela
Klasyfikacja:
| Drużyna    | Pkt | M  | Z | R | P  | Br+ | Br- | +/- |
| ---------- | --- | -- | - | - | -- | --- | --- | --- |
| Czechy     | 29  | 12 | 9 | 2 | 1  | 27  | 5   | +22 |
| Niemcy     | 27  | 12 | 8 | 3 | 1  | 35  | 7   | +28 |
| Irlandia   | 17  | 12 | 4 | 5 | 3  | 17  | 14  | +3  |
| Słowacja   | 16  | 12 | 5 | 1 | 6  | 33  | 23  | +10 |
| Walia      | 15  | 12 | 4 | 3 | 5  | 18  | 19  | -1  |
| Cypr       | 14  | 12 | 4 | 2 | 6  | 17  | 24  | -7  |
| San Marino | 0   | 12 | 0 | 0 | 12 | 2   | 57  | -55 |

Uwagi:
Do finałów ME 2008 awansowały:
- Czechy
- Niemcy

Bez awansu pozostały:
- Irlandia
- Słowacja
- Walia
- Cypr
- San Marino

## Wyniki
| 2 września 2006 20:15 CET | Czechy · David Lafata 76' 89' | 2:1(0:0)en | Walia · Martin Jiránek 85' (sam) | Na Stínadlech, Cieplice · Widzów: 16,204 · Sędzia: Jonas Eriksson ( Szwecja) |
|                           |                               |            |                                  |                                                                              |

| 2 września 2006 20:15 CET | Słowacja · Škrtel 9' · Mintál 33' 55' · Šebo 43' 48' · Karhan 52' | 6:1(3:0)en | Cypr · Jasumi 90' | Tehelné pole, Bratysława · Widzów: 4,783 · Sędzia: Ołeh Oriechow ( Ukraina) |
|                           |                                                                   |            |                   |                                                                             |

| 2 września 2006 20:45 CET | Niemcy · Podolski 57' | 1:0(0:0)en | Irlandia | Gottlieb-Daimler Stadion, Stuttgart · Widzów: 53,198 · Sędzia: Luis Medina Cantalejo ( Hiszpania) |
|                           |                       |            |          |                                                                                                   |

| 6 września 2006 20:15 CET | Słowacja | 0:3(0:2)en | Czechy · Sionko 10' 21' · Koller 57' | Tehelné pole, Bratysława · Widzów: 27,683 · Sędzia: Steve Bennett ( Anglia) |
|                           |          |            |                                      |                                                                             |

| 6 września 2006 20:45 CET | San Marino | 0:13(0:6)en | Niemcy · Podolski 12' 43' 64' 73' · Schweinsteiger 29' 47' · Klose 30' 45+1' · Ballack 35' · Hitzlsperger 66' 72' · M. Friedrich 87' · Schneider 90' (k) | Stadio Olimpico, Serravalle · Widzów: 5,019 · Sędzia: Selçuk Dereli ( Turcja) |
|                           |            |             | |                                                                               |

| 7 października 2006 16:00 CET | Walia · Bale 37' | 1:5(1:3)en | Słowacja · Švento 14' · Mintál 32' 38' · Karhan 51' · Vittek 59' | Millennium Stadium, Cardiff · Widzów: 28,493 · Sędzia: Dick van Egmond ( Holandia) |
|                               |                  |            |                                                                  |                                                                                    |

| 7 października 2006 17:15 CET | Czechy · Kulič 15' · Polák 22'' · Baroš 32' 68' · Koller 42' 52' · Jarolím 49' | 7:0(4:0)en | San Marino | Stadion u Nisy, Liberec · Widzów: 9,514 · Sędzia: Vusal Aliyev ( Azerbejdżan) |
|                               |                                                                                |            |            |                                                                               |

| 7 października 2006 16:00 CET | Cypr · Konstandinu 10' 50' (k) · Garpozis 16' · Charalambidis 60' 75' | 5:2(2:2)en | Irlandia · Ireland 8' · Dunne 44' | Stadion GSP, Nikozja · Widzów: 12,000 · Sędzia: Lucilio Batista ( Portugalia) |
|                               |                                                                       |            |                                   |                                                                               |

| 11 października 2006 18:30 CET | Irlandia · Kilbane 62' | 1:1(0:0)en | Czechy · Koller 64' | Lansdowne Road, Dublin · Widzów: 35,500 · Sędzia: Bertrand Layec ( Francja) |
|                                |                        |            |                     |                                                                             |

| 11 października 2006 20:45 CET | Słowacja · Varga 58' | 1:4(0:3)en | Niemcy · Podolski 13' 72' · Ballack 25' · Schweinsteiger 36' | Tehelné pole, Bratysława · Widzów: 21,582 · Sędzia: Terje Hauge ( Norwegia) |
|                                |                      |            |                                                              |                                                                             |

| 11 października 2006 19:00 CET | Walia · Koumas 33' · Earnshaw 39' · Bellamy 72' | 3:1(2:0)en | Cypr · Okas 83' | Millenium Stadium, Cardiff · Widzów: 20,456 · Sędzia: Jacek Granat ( Polska) |
|                                |                                                 |            |                 |                                                                              |

| 15 listopada 2006 20:00 CET | Cypr · Okas 43' | 1:1(1:1)en | Niemcy · Ballack 16' | Stadion GSP, Nikozja · Widzów: 15,000 · Sędzia: Peter Fröjdfeldt ( Szwecja) |
|                             |                 |            |                      |                                                                             |

| 15 listopada 2006 20:30 CET | Irlandia · Reid 7' · Doyle 24' · Keane 31' 58' (k) 85' | 5:0(3:0)en | San Marino | Lansdowne Road, Dublin · Widzów: 34,018 · Sędzia: Lassin Isaksen ( Wyspy Owcze) |
|                             |                                                        |            |            |                                                                                 |

| 7 lutego 2007 20:45 CET | San Marino · Manuel Marani 86' | 1:2(0:0)en | Irlandia · Kilbane 49' · Ireland 90+4' | Stadio Olimpico, Serravalle · Widzów: 3,294 · Sędzia: Peter Rasmussen ( Dania) |
|                         |                                |            |                                        |                                                                                |

| 24 marca 2007 16:00 CET | Irlandia · Ireland 39' | 1:0(0:0)en | Walia | Croke Park, Dublin · Widzów: 72,539 · Sędzia: Terje Hauge ( Norwegia) |
|                         |                        |            |       |                                                                       |

| 24 marca 2007 19:00 CET | Cypr · Aloneftis 45' | 1:3(1:0)en | Słowacja · Vittek 54' · Škrtel 67' · Jakubko 77' | Stadion GSP, Nikozja · Widzów: 2,696 · Sędzia: Gerald Lehner ( Austria) |
|                         |                      |            |                                                  |                                                                         |

| 24 marca 2007 20:45 CET | Czechy · Baroš 77' | 1:2(0:1)en | Niemcy · Kurányi 42' 64' | Toyota Arena, Praga · Widzów: 17,821 · Sędzia: Roberto Rosetti ( Włochy) |
|                         |                    |            |                          |                                                                          |

| 28 marca 2007 17:25 CET | Czechy · Kováč 22' | 1:0(1:0)en | Cypr | Stadion u Nisy, Liberec · Widzów: 9,310 · Sędzia: Ivan Bebek ( Chorwacja) |
|                         |                    |            |      |                                                                           |

| 28 marca 2007 18:45 CET | Irlandia · Doyle 13' | 1:0(1:0)en | Słowacja | Croke Park, Dublin · Widzów: 71,297 · Sędzia: Jurij Baskakow ( Rosja) |
|                         |                      |            |          |                                                                       |

| 28 marca 2007 21:00 CET | Walia · Giggs 3' · Bale 20' · Koumas 63' (k) | 3:0(2:0)en | San Marino | Millenium Stadium, Cardiff · Widzów: 18,752 · Sędzia: Ararat Tchagharyan ( Armenia) |
|                         |                                              |            |            |                                                                                     |

| 2 czerwca 2007 16:00 CET | Walia | 0:0(0:0)en | Czechy | Millenium Stadium, Cardiff · Widzów: 30,714 · Sędzia: Paul Allaerts ( Belgia) |
|                          |       |            |        |                                                                               |

| 2 czerwca 2007 19:00 CET | Niemcy · Kurányi 45' · Jansen 52' · Frings 56' (k) · óomez 63' 65' · Fritz 67' | 6:0(1:0)en | San Marino | Frankenstadion, Norymberga · Widzów: 43,967 · Sędzia: Jouni Hyytiä ( Finlandia) |
|                          |                                                                                |            |            |                                                                                 |

| 6 czerwca 2007 20:30 CET | Niemcy · Ďurica 10' (sam) · Hitzlsperger 43' | 2:1(2:1)en | Słowacja · Metzelder 20' (sam) | AOL Arena, Hamburg · Widzów: 51,500 · Sędzia: Olegário Benquerença ( Portugalia) |
|                          |                                              |            |                                |                                                                                  |

| 22 sierpnia 2007 21:00 CET | San Marino | 0:1(0:0)en | Cypr · Okas 54' | Stadio Olimpico, Serravalle · Widzów: 552 · Sędzia: Albano Janku ( Albania) |
|                            |            |            |                 |                                                                             |

| 8 września 2007 20:15 CET | San Marino | 0:3(0:1)en | Czechy · Rosický 33' · Jankulovski 75' · Koller 90+3' | Stadio Olimpico, Serravalle · Sędzia: Dejan Filipović ( Serbia) |
|                           |            |            |                                                       |                                                                 |

| 8 września 2007 20:30 CET | Słowacja · Klimpl 37' · Čech 90+1' | 2:2(1:1)en | Irlandia · Ireland 7' · Doyle 57' | Tehelné pole, Bratysława · Sędzia: Stefano Farina ( Włochy) |
|                           |                                    |            |                                   |                                                             |

| 8 września 2007 20:30 CET | Walia | 0:2(0:1)en | Niemcy · Klose 5' 60' | Millenium Stadium, Cardiff · Sędzia: Manuel Mejuto González ( Hiszpania) |
|                           |       |            |                       |                                                                          |

| 12 września 2007 18:30 CET | Słowacja · Mintál 12' 57' | 2:5(1:2)en | Walia · Eastwood 22' · Bellamy 34' 41' · Ďurica 78 samob.' · Simon Davies 90' | Stadion im. Antona Malatinskiego, Trnawa · Widzów: 5,486 · Sędzia: Duhamel ( Francja) |
|                            |                           |            |                                                                               |                                                                                       |

| 12 września 2007 19:00 CET | Cypr · Makridis 15' · Aloneftis 41' 90+2' | 3:0(2:0)en | San Marino | Stadion im. Andonisa Papadopulosa, Larnaka · Widzów: 600 · Sędzia: Kulbakov ( Białoruś) |
|                            |                                           |            |            |                                                                                         |

| 12 września 2007 20:30 CET | Czechy · Jankulovski 15' | 1:0(1:0)en | Irlandia | AXA Arena, Praga · Widzów: 16,648 · Sędzia: Vassaras ( Grecja) |
|                            |                          |            |          |                                                                |

| 13 października 2007 | Cypr · Okas 59' 68' · Charalambidis 79' | 3:1(0:1)en | Walia · Collins 21' | Stadion GSP, Nikozja Sędzia: Carlo Bertolini |
|                      |                                         |            |                     |                                              |

| 13 października 2007 | Irlandia | 0:0(0:0)en | Niemcy | Croke Park, Dublin · Sędzia: Martin Hansson Szwecja |
|                      |          |            |        |                                                     |

| 13 października 2007 | Słowacja · Hamšík 24' · Šesták 32' 57' · Sapara 37' · Škrtel 51' · Hološko 54' · Ján Ďurica 76' (k) | 7:0(2:0)en | San Marino | Mestský štadión, Dubnica nad Váhom · Sędzia: Luc Wilmes ( Luksemburg) |
|                      | |            |            |                                                                       |

| 17 października 2007 20:45 CET | Niemcy | 0:3(0:2)en | Czechy · Sionko 2' · Matějovský 23' · Plašil 63' | Stadion Olimpijski, Monachium · Sędzia: Howard Webb ( Anglia) |
|                                |        |            |                                                  |                                                               |

| 17 października 2007 | Irlandia · Finnan 92+2' | 1:1(0:0)en | Cypr · Okkarides 80' | Croke Park, Dublin · Sędzia: Mikko Vuorela ( Finlandia) |
|                      |                         |            |                      |                                                         |

| 17 października 2007 | San Marino · Selva 73' | 1:2(0:2)en | Walia · Earnshaw 13' · Ledley 36' | Stadio Olimpico, Serravalle · Sędzia: Anthony Zammit ( Malta) |
|                      |                        |            |                                   |                                                               |

| 17 listopada 2007 16:00 CET | Walia · Koumas 23' 89' | 2:2(1:1)en | Irlandia · Keane 31' · Doyle 60' | Millennium Stadium, Cardiff · Sędzia: Ołeh Oriechow ( Ukraina) |
|                             |                        |            |                                  |                                                                |

| 17 listopada 2007 20:00 CET | Niemcy · Fritz 2' · Klose 20' · Podolski 53' · Hitzlsperger 82' | 4:0(2:0)en | Cypr | AWD-Arena, Hanower · Sędzia: Rasmussen ( Dania) |
|                             |                                                                 |            |      |                                                 |

| 17 listopada 2007 20:30 CET | Czechy · Grygera 13' · Kulič 76' · Rosický 83' | 3:1(1:0)en | Słowacja · Kadlec 79' (sam.) | AXA Arena, Praga · Sędzia: Asumaa ( Finlandia) |
|                             |                                                |            |                              |                                                |

| 21 listopada 2007 | Cypr | 0:2(0:1)en | Czechy · Pudil 11' · Koller 74' | Stadion GSP, Nikozja · Sędzia: Paniashvili ( Gruzja) |
|                   |      |            |                                 |                                                      |

| 21 listopada 2007 | Niemcy | 0:0(0:0)en | Walia | Commerzbank-Arena, Frankfurt · Sędzia: Balaj ( Rumunia) |
|                   |        |            |       |                                                         |

| 21 listopada 2007 | San Marino | 0:5(0:1)en | Słowacja · Michalík 42' · Hološko 51' · Hamšík 53' · Čech 57' 83' | Stadio Olimpico, Serravalle · Sędzia: Sipailo ( Łotwa) |
|                   |            |            |                                                                   |                                                        |